# كولمان ليفينغستون بليز
كولمان ليفينغستون بليز (بالإنجليزية: Coleman Livingston Blease)‏‏ (8 أكتوبر 1868 في نيوبيري - 19 يناير 1942 في كولومبيا، كارولاينا الجنوبية) سياسي، ومحامي من الولايات المتحدة.